# Darß

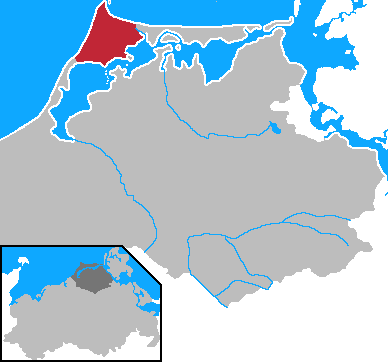
Localização de Darß.

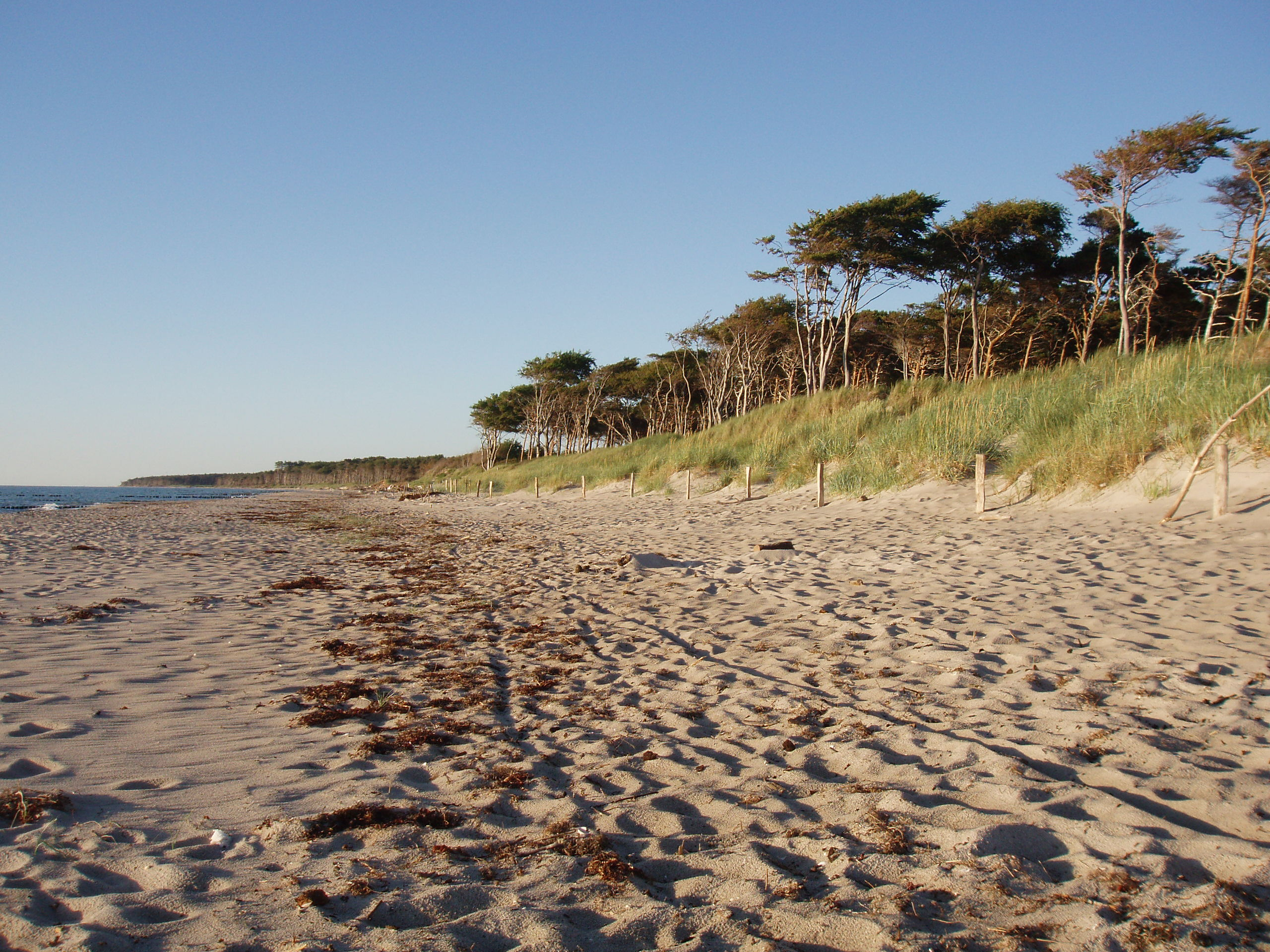
Costa ocidental de Darß.

Darß (ou Darss) é a parte central da península de Fischland-Darß-Zingst, na Alemanha (Pomerânia Ocidental). Originalmente era uma ilha.